# Mount Young
Mount Young ist ein 770 m hoher Berg an der Dufek-Küste in der antarktischen Ross Dependency. Er ragt als nördlichster Gipfel des Gebirgszugs entlang der Ostflanke des Ramsey-Gletschers unmittelbar an dessen Einmündung in das Ross-Schelfeis auf.
Entdeckt und fotografiert wurde der Berg bei Überflügen am 16. Februar 1947 im Rahmen der US-amerikanischen Operation Highjump (1946–1947). Das Advisory Committee on Antarctic Names benannte ihn 1962 nach dem Neuseeländer Henry Richard Young (1892–1966), Mechaniker bei den ersten beiden Antarktisexpeditionen (1928–1930 und 1933–1935) des US-amerikanischen Polarforschers Richard Evelyn Byrd.